# Абілін (Техас)
Абілін (англ. Abilene, МФА: /ˈæbəliːn/) — місто (англ. city) на півдні США, в округах Тейлор і Джонс на заході штату Техас. Є адміністративним центром округу Тейлор. Населення — 117 063 особи (2010); агломерація Абіліну — 160,070 тисяч осіб (2009 рік).
У міста три озера: Литл, Кірбі й Форт-Фантом. Абілін є центром нафтовидобування та важливого сільськогосподарського району.
На захід від міста знаходиться військово-повітряна база Дісс ЗДА.

## Географія
Абілін розташований за координатами 32°27′16″ пн. ш. 99°44′17″ зх. д. / 32.45444° пн. ш. 99.73806° зх. д. (32.454514, -99.738147).  За даними Бюро перепису населення США в 2010 році місто мало площу 290,61 км², з яких 276,59 км² — суходіл та 14,02 км² — водойми.

### Клімат
Абілін розміщено приблизно на межі вологого субтропічного й напівпосушливого степового кліматів. Середньодобова температура липня +29 °C, січня — +6 °C. Щорічних опадів — 607 мм.
| Клімат : Абілін                                                                           | Клімат : Абілін | Клімат : Абілін | Клімат : Абілін | Клімат : Абілін | Клімат : Абілін | Клімат : Абілін | Клімат : Абілін | Клімат : Абілін | Клімат : Абілін | Клімат : Абілін | Клімат : Абілін | Клімат : Абілін | Клімат : Абілін |
| Показник                                                                                  | Січ.            | Лют.            | Бер.            | Квіт.           | Трав.           | Черв.           | Лип.            | Серп.           | Вер.            | Жовт.           | Лист.           | Груд.           | Рік             |
| Абсолютний максимум, °C                                                                   | 32,2            | 34,4            | 36,7            | 40,0            | 42,8            | 43,3            | 43,3            | 43,9            | 41,7            | 39,4            | 33,3            | 31,7            | 43,9            |
| Середній максимум, °C                                                                     | 13,8            | 15,8            | 20,3            | 25,2            | 29,2            | 32,5            | 34,6            | 34,4            | 30,4            | 25,2            | 19,1            | 13,8            | 25,0            |
| Середній мінімум, °C                                                                      | 0,6             | 2,8             | 6,9             | 11,1            | 16,3            | 20,4            | 21,8            | 21,5            | 17,5            | 12,0            | 5,7             | 0,9             | 11,4            |
| Абсолютний мінімум, °C                                                                    | −22,8           | −21,7           | −12,8           | −3,9            | 0,6             | 6,7             | 12,2            | 8,9             | 3,3             | −5              | −10,6           | −21,7           | −22,8           |
| Середня кількість сонячних годин на місяць                                                | 204,6           | 203,4           | 263,5           | 282,0           | 306,9           | 330,0           | 347,2           | 316,2           | 258,0           | 248,0           | 198,0           | 192,2           | 3150            |
| Норма опадів, мм                                                                          | 26              | 35              | 44              | 42              | 81              | 90              | 47              | 66              | 57              | 76              | 36              | 31              | 630             |
| Днів з опадами                                                                            | 4,7             | 5,4             | 6,0             | 5,0             | 7,7             | 7,0             | 5,1             | 5,9             | 5,8             | 6,6             | 4,6             | 5,1             | 68,9            |
| Днів зі снігом                                                                            | 0,9             | 0,7             | 0,3             | 0               | 0               | 0               | 0               | 0               | 0               | 0               | 0,3             | 0,6             | 2,8             |
| ----------------------------------------------------------------------------------------- | --------------- | --------------- | --------------- | --------------- | --------------- | --------------- | --------------- | --------------- | --------------- | --------------- | --------------- | --------------- | --------------- |
| Джерело: National Weather Service, San Angelo Hong Kong Observatory (sun only, 1961–1990) |                 |                 |                 |                 |                 |                 |                 |                 |                 |                 |                 |                 |                 |

## Демографія
Згідно з переписом 2010 року, у місті мешкали 117 063 особи в 43 612 домогосподарствах у складі 27 923 родин. Густота населення становила 403 особи/км².  Було 47783 помешкання (164/км²).
Расовий склад населення:
| - 75,5 % — білих - 9,6 % — чорних або афроамериканців - 1,7 % — азіатів - 0,7 % — корінних американців - 0,1 % — вихідців з тихоокеанських островів - 9,2 % — осіб інших рас |

До двох чи більше рас належало 3,3 %. Частка іспаномовних становила 24,5 % від усіх жителів.
За віковим діапазоном населення розподілялося таким чином: 23,4 % — особи молодші 18 років, 64,1 % — особи у віці 18—64 років, 12,5 % — особи у віці 65 років та старші. Медіана віку мешканця становила 31,7 року. На 100 осіб жіночої статі у місті припадало 102,0 чоловіків;  на 100 жінок у віці від 18 років та старших — 101,5 чоловіків також старших 18 років.
Середній дохід на одне домашнє господарство  становив 58 108 доларів США (медіана — 43 189), а середній дохід на одну сім'ю — 68 006 доларів (медіана — 53 997). Медіана доходів становила 36 931 долар для чоловіків та 28 281 долар для жінок. За межею бідності перебувало 19,1 % осіб, у тому числі 24,0 % дітей у віці до 18 років та 11,9 % осіб у віці 65 років та старших.
Цивільне працевлаштоване населення становило 51 827 осіб. Основні галузі зайнятості: освіта, охорона здоров'я та соціальна допомога — 28,3 %, роздрібна торгівля — 13,2 %, мистецтво, розваги та відпочинок — 12,3 %.

## Освіта
У місті знаходяться три університети — МакМеррі, християнський університет Абіліна, Гардин-Симмонс, Абіленське містечко коледжу Сиско, західно-техаське містечко Техаського державного технічного коледжу, Американський комерційний коледж, школа фармації Техаського технічного університету.

## Пам'ятки
Серед визначних місць — центр міста, забудований будівлями 20-40-х років ХХ ст., музей образотворчого мистецтва «Грейс», музей Дикого Заходу «Фронтір Тексас». У передмісті знаходиться Абілінський заповідник з штучним озером Абілін, що забезпечує жителів водою.

## Люди
У місті народилася актриса Джесіка Сімпсон.